# 上杉陽一
上杉 陽一（うえすぎ よういち、1960年12月21日 - ）は、日本の俳優、声優。神奈川県出身。身長167cm、体重70kg。円企画所属。

## 人物
早稲田大学商学部卒業。
声域はハイバリトン。

## 出演

### 映画
- 明日への遺言（2008年）
- 明日へ 戦争は罪悪である（2017年）

### テレビドラマ
- さすらい刑事旅情編IV（テレビ朝日）
- はぐれ刑事純情派5（テレビ朝日）
- 世にも奇妙な物語 第3シリーズ「逆探知」（1992年5月14日、フジテレビ）
- 花梨 みちのく誘惑の甘い罠（1992年6月29日、関西テレビ）
- 松本清張スペシャル・影の地帯（1993年4月27日、日本テレビ）
- カミさんの悪口（1993年、TBS）
- この世の果て（1994年、フジテレビ）
- わが町4（1994年3月22日、日本テレビ）
- 刑事・野呂盆六2（1994年11月21日、TBS）
- 憲法はまだか（1996年、NHK総合）
- スチュワーデス刑事2（1998年1月9日、フジテレビ）
- グッドニュース（1999年、TBS）
- 復讐相続の女（2000年5月27日、テレビ朝日）
- NHK大河ドラマ（NHK）
  - 北条時宗（2001年） - 諏訪盛重 役
  - 武蔵 MUSASHI（2003年）
  - 義経（2005年） - 仁田忠常 役
  - 風林火山（2007年） - 大井行頼 役
  - 龍馬伝（2010年）
- 弁護士高見沢響子4（2001年5月7日、TBS） - 高井謙吾 役
- はるちゃん シリーズ5（2001年、フジテレビ）7月2日 - 10月1日
- 和泉教授夫妻シリーズ2（2002年10月30日、テレビ東京・BSジャパン共同制作）
- クニミツの政（2003年、関西テレビ制作・フジテレビ）
- 新札発行記念ドラマ 樋口一葉物語（2004年11月1日、TBS）
- こちら本池上署 第5シリーズ 第4回（2005年7月4日、TBS）
- 指紋捜査官・塚原宇平（2005年11月23日、テレビ東京・BSジャパン共同制作） - 担当医 役
- クライマーズ・ハイ（2005年、NHK総合）
- ウルトラマンマックス 第24話「狙われない街」（2005年12月10日、中部日本放送/円谷プロダクション制作・TBS） - 工員 役
- 連続テレビ小説（NHK）
  - 純情きらり（2006年）
- 次郎長 背負い富士（2006年、NHK総合） - 豚松 役
- 悪魔が来りて笛を吹く（2007年1月5日、フジテレビ）
- 病院のチカラ〜星空ホスピタル〜（2007年、NHK総合・BShi）
- 柳生十兵衛七番勝負 最後の闘い 第6回（2007年5月9日、NHK総合） - 牧 役
- 3年B組金八先生8（TBS）(2007/10/11-2008/3/20)
- 感染爆発〜パンデミック・フルー（2008年1月12日、NHK総合） - 課長 役
- トップセールス 第6話（2008年5月17日、NHK総合） - 笠井所長 役
- MR.BRAIN（2009年、TBS）
- 官僚たちの夏（2009年、TBS）
- 浅見光彦〜最終章〜 第1話（2009年10月21日、TBS） - 宮坂慶一郎 役
- 松本清張生誕100年記念スペシャルドラマ・火と汐（2009年12月21日、TBS）
- 鉄道警察官・清村公三郎6（2010年3月10日、テレビ東京・BSジャパン共同制作）
- 越境捜査2（2010年5月22日、テレビ朝日） - 田沢警部補 役
- 警視庁継続捜査班 第6話（2010年8月26日、テレビ朝日） - 古池正人 役
- ハンチョウ〜神南署安積班〜 シリーズ4 File.04（2011年5月2日、TBS） - 鶴田社長 役
- 女刑事・左近山響子（2011年5月7日、テレビ朝日） - 機長 役
- 塚原卜伝（2011年、NHK BSプレミアム）
- 捜査一課・澤村慶司1「逸脱」（2013年2月15日、フジテレビ）
- 天河伝説殺人事件（2013年2月25日、TBS）
- 家売るオンナ（2016年、日本テレビ）
- 新・浅見光彦シリーズ 漂泊の楽人（2017年10月30日、TBS）
- おかしな刑事スペシャル（2019年、テレビ朝日）
- 再雇用警察官（2020年5月11日、テレビ東京） - 星野正夫 役
- 七人の秘書 第2話（2020年10月29日、テレビ朝日） - 岩田常昭 役
- 金田一少年の事件簿（2022年、日本テレビ） - 柊兼春 役
- 刑事7人 SEASON9 第4話（2023年、テレビ朝日） - 原島久雄 役
- 鬼平犯科帳 SEASON1 でくの十蔵（2024年6月8日、時代劇専門チャンネル）[6]

### 舞台
- あわれ彼女は娼婦（2013年） - グリマルディ 役
- 梅津さんの穴を埋める
- カシオペアの丘で
- 栗原課長の秘密基地
- 月晶島綺譚
- 三文オペラ
- シーンズ フロム ザ ビッグピクチュアー
- そして、飯島君しかいなくなった
- 田中さんの青空
- 長州幕末青春譜・百年一瞬
- マイ・フェア・レディ・イライザ
- まちがいつづき
- めぐみへの誓い
- モービィ・ディック
- リア王
- ロンサム・ウェスト
- グレンギャリー・グレンロス[7]

### Vシネマ
- 実相寺昭雄のミステリーファイル3 奇の館（1997年）

### テレビアニメ
- TEXHNOLYZE（川又）

### 吹き替え
- ER緊急救命室
  - シーズンIX #15（ギリー〈ローリン・マクラレイ〉）
  - シーズンXI・XIII（ナジーブ〈ヴィクラム・シャー〉）
  - シーズンXV #3（ポール・トレイラー〈ンタレ・グマ・ムバホ・ムワイン〉）
- WITHOUT A TRACE/FBI 失踪者を追え!
- オールイン 運命の愛
- オリエント急行の殺人（コンスタンチン博士）
- スターゲイト SG-1
- ヘムロック・グローヴ（トム・スウォーン）
- ポゼッション（ザデック）
- 名探偵モンク
- ランボー